# Tamis moléculaire
Un tamis moléculaire est un minéral à base de silice ayant une structure cristalline tridimensionnelle présentant des cavités et des canaux dont les surfaces peuvent adsorber les petites molécules. C'est un solide poreux qui a la propriété d'agir comme un tamis à l'échelle moléculaire. Il s'agit d'une classe d'adsorbant qui a la capacité de retenir certaines molécules à l'intérieur de ses pores. Dans l'idéal, il possède des pores de petite taille distribués de manière homogène. Il a de ce fait une grande surface spécifique.

## Utilisations
Les tamis moléculaires sont souvent utilisés pour filtrer des gaz et des liquides ; un bon exemple est l'élimination de l'eau dans un solvant organique ou dans l'air, les micropores du tamis moléculaire réabsorbant l'eau jusqu'à des concentrations très faibles.

## Exemples
Les exemples typiques sont les aluminosilicates, les charbon microporeux, les verres poreux et les  zéolithes.
Les zéolithes sont un exemple de tamis moléculaire d'origine naturelle ; mais il existe également de nombreuses zéolithes synthétiques pouvant s'appliquer à diverses tailles de molécules.
Plusieurs tamis moléculaires de la famille des zéolithes peuvent être régénérés par la chaleur un nombre quasi illimité de fois.

## Capacités d'adsorption
Le tableau suivant présente quelques familles de tamis moléculaires selon leur capacité d'absorption,.
|     | Taille des pores | Molécules adsorbées                                                                                         | Molécules non adsorbées                                   | Séchage des               |
| --- | ---------------- | --- | --------------------------------------------------------- | ------------------------- |
| 3A  | 3 Å (0,3 nm)     | NH3 et H2O                                                                                                  | C2H6                                                      | Liquides polaires         |
| 4A  | 4 Å (0,4 nm)     | H2O, CO2, SO2, H2S, C2H4, C2H6, C3H6 et EtOH                                                                | C3H8 et les chaînes carbonées plus longues                | Liquides apolaires et gaz |
| 5A  | 5 Å (0,5 nm)     | Les chaînes carbonées normales (linéaires) de type n-C4H10, alcools de type C4H9OH et thiols de type C4H9SH | Les isomères et les composés cycliques plus grands que C4 |                           |
| 10X | 8 Å (0,8 nm)     | Les chaînes carbonées ramifiées et les cycles aromatiques                                                   |                                                           | Gaz                       |
| 13X | 10 Å (1 nm)      | Di-n-butylamine                                                                                             | Tri-n-butylamine                                          | HMPA                      |

## Histoire
La découverte du tamis moléculaire remonte à 1756 lorsque le terme zéolithe fut utilisé pour la première fois, pour décrire un solide dont la partie d'eau pouvait être retirée par chauffage. Le terme tamis moléculaire tient son origine de J.W. McBain.